# Gouda (Nizozemsko)

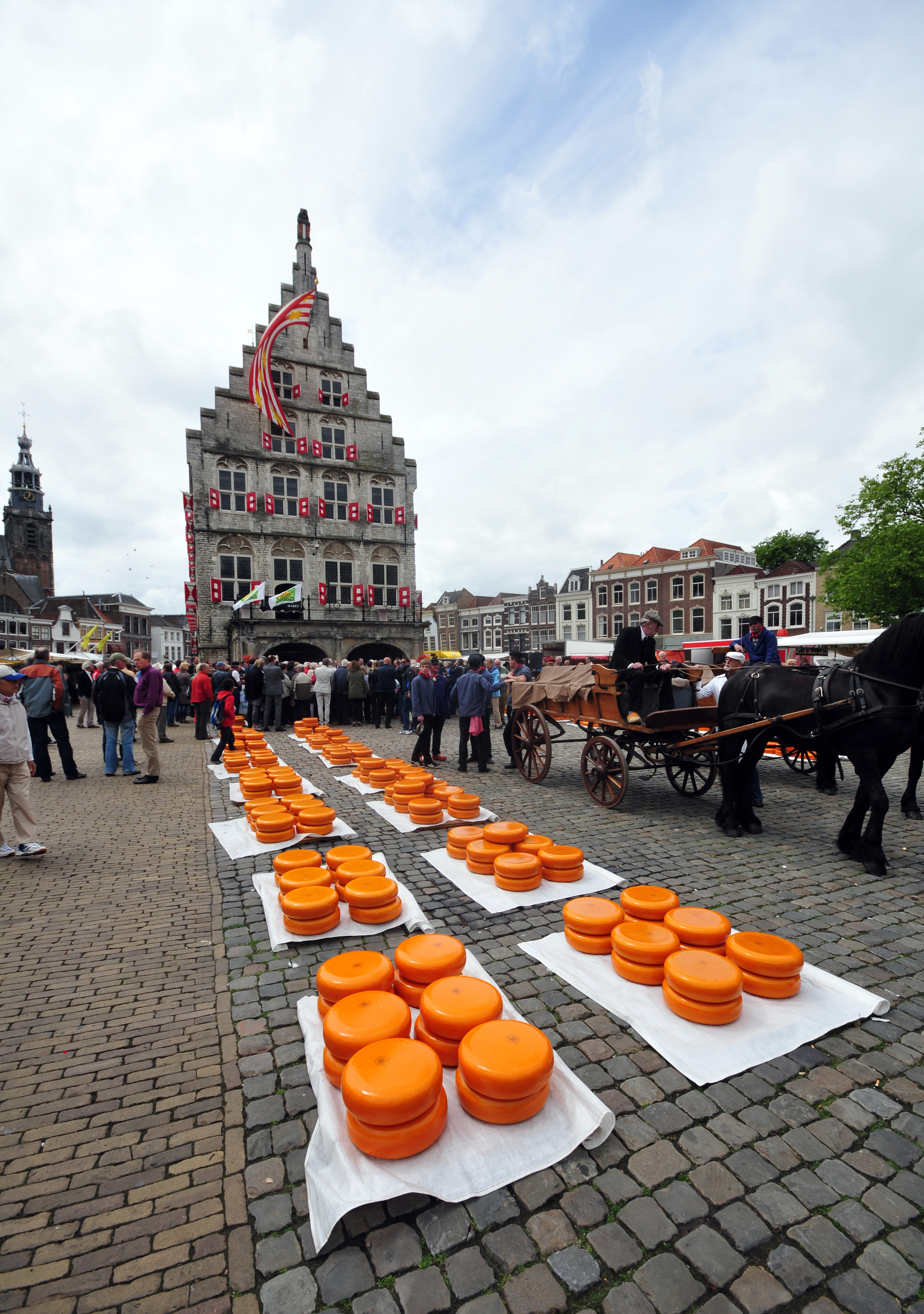
sýrový bazar v Gouda

Gouda je nizozemské město v provincii Jižní Holandsko, známé pro tamní stejnojmenný sýr. Žije zde přibližně 74 tisíc obyvatel.

## Geografie
Město leží na soutoku řek Hollandse IJssel a Gouwe.
Sousední obce: Waddinxveen, Bodegraven-Reeuwijk, Zuidplas, Ouderkerk a Vlist.

## Historické památky
- gotický kostel Sint Janskerk je nejdelším kostelem v Nizozemsku, měří 123 metry.[2]
- gotická radnice z 15. století

## Osobnosti města
- Frederick de Houtman (1571 – 1627), mořeplavec a astronom
- Ed de Goey (* 1966), bývalý fotbalový brankář

## Partnerská města
- Elmina, Ghana
- Gloucester, Anglie
- Kongsberg, Norsko
- Solingen, Německo